# Fond du Lac County
Das Fond du Lac County ist ein County im US-amerikanischen Bundesstaat Wisconsin. Im Jahr 2020 hatte das County 104.154 Einwohner und eine Bevölkerungsdichte von 55,6 Einwohnern pro Quadratkilometer. Der Verwaltungssitz (County Seat) ist die Stadt Fond du Lac.

## Geografie
Das County liegt im mittleren Südosten Wisconsins, am südlichen Ende des Lake Winnebago. Es im Osten etwa 45 km vom Michigansee entfernt und hat eine Fläche von 1983 Quadratkilometern, wovon 111 Quadratkilometer Wasserfläche sind. An das Fond du Lac County grenzen folgende Nachbarcountys:
|                   | Winnebago County                            | Calumet County    |
| Green Lake County | Kompassrose, die auf Nachbargemeinden zeigt | Sheboygan County  |
| Dodge County      |                                             | Washington County |

Das County wird vom Office of Management and Budget zu statistischen Zwecken als Fond du Lac, WI Metropolitan Statistical Area geführt.

## Geschichte
Das Fond du Lac County wurde am 7. Dezember 1836 als Original-County aus dem Wisconsin-Territorium gebildet. Benannt wurde es, ebenso wie die Bezirkshauptstadt, nach dem französischen Ausdruck für Am Grund des Sees.

## Demografische Daten
Nach der Volkszählung im Jahr 2010 lebten im Fond du Lac County 101.633 Menschen in 41.057 Haushalten. Die Bevölkerungsdichte betrug 54,3 Einwohner pro Quadratkilometer. In den 41.057 Haushalten lebten statistisch je 2,39 Personen.
Ethnisch betrachtet setzte sich die Bevölkerung zusammen aus 95,6 Prozent Weißen, 1,4 Prozent Afroamerikanern, 0,5 Prozent amerikanischen Ureinwohnern, 1,2 Prozent Asiaten sowie aus anderen ethnischen Gruppen; 1,2 Prozent stammten von zwei oder mehr Ethnien ab. Unabhängig von der ethnischen Zugehörigkeit waren 4,5 Prozent der Bevölkerung spanischer oder lateinamerikanischer Abstammung.
22,3 Prozent der Bevölkerung waren unter 18 Jahre alt, 62,0 Prozent waren zwischen 18 und 64 und 15,7 Prozent waren 65 Jahre oder älter. 50,8 Prozent der Bevölkerung war weiblich.

Das jährliche Durchschnittseinkommen eines Haushalts lag bei 53.399 USD. Das Pro-Kopf-Einkommen betrug 26.331 USD. 9,6 Prozent der Einwohner lebten unterhalb der Armutsgrenze.

## Ortschaften im Fond du Lac County
Citys
- Fond du Lac
- Ripon
- Waupun2

Villages
| - Brandon - Campbellsport - Eden - Fairwater | - Kewaskum1 - Mount Calvary - North Fond du Lac - Oakfield | - Rosendale - St. Cloud |

Census-designated places (CDP)
- St. Peter
- Taycheedah
- Van Dyne

Andere Unincorporated Communities
| - Alto - Arcade Acres - Armstrong - Artesia Beach - Ashford - Banner - Bergen Beach - Byron - Calumet Harbor - Calumetville3 | - Calvary - Chinatown - Dexter - Dotyville - Dundee - Eldorado - Elmore - Garnet - Gladstone Beach - Graham Corners | - Hamilton - Highland Park - Hopokoekau Beach - Johnsburg - Ladoga - Lamartine - Laudolff Beach - Linden Beach - Malone - Marblehead | - Marytown - Minawa Beach - New Fane - New Prospect - Oak Center - Peebles - Pipe - Pukwana Beach - Rogersville - Rosendale Center | - Silica - South Byron - St. Joe - Waucousta - Welling Beach - West Rosendale - Wilmoore Heights - Winnebago Heights - Winnebago Park - Woodhull |

1 – überwiegend im Washington County

2 – teilweise im Dodge County

3 – teilweise im Calumet County

## Gliederung
Das Fond du Lac County ist neben den drei Citys und zehn Villages in 21 Towns eingeteilt:
| Town             | Einwohner (2010) | FIPS     |
| ---------------- | ---------------- | -------- |
| Town of Alto     | 1045             | 55-01525 |
| Town of Ashford  | 1747             | 55-03150 |
| Town of Auburn   | 2352             | 55-03750 |
| Town of Byron    | 1634             | 55-11600 |
| Town of Calumet  | 1470             | 55-12075 |
| Town of Eden     | 1028             | 55-22500 |
| Town of Eldorado | 1462             | 55-23150 |

| Town                | Einwohner (2010) | FIPS     |
| ------------------- | ---------------- | -------- |
| Town of Empire      | 2797             | 55-24050 |
| Town of Fond du Lac | 3015             | 55-26300 |
| Town of Forest      | 1080             | 55-26450 |
| Town of Friendship  | 2675             | 55-27975 |
| Town of Lamartine   | 1737             | 55-42125 |
| Town of Marshfield  | 1138             | 55-49650 |
| Town of Metomen     | 741              | 55-51450 |

| Town               | Einwohner (2010) | FIPS     |
| ------------------ | ---------------- | -------- |
| Town of Oakfield   | 703              | 55-58925 |
| Town of Osceola    | 1865             | 55-60425 |
| Town of Ripon      | 1400             | 55-68200 |
| Town of Rosendale  | 695              | 55-69550 |
| Town of Springvale | 707              | 55-76250 |
| Town of Taycheedah | 4205             | 55-79125 |
| Town of Waupun     | 1375             | 55-84450 |